# Nipponnemertes bimaculatus
Nipponnemertes bimaculatus är en djurart som tillhör fylumet slemmaskar, och. Nipponnemertes bimaculatus ingår i släktet Nipponnemertes och familjen Cratenemertidae. Inga underarter finns listade i Catalogue of Life.